# Ashibetsu
Ashibetsu (japanska: 芦別市?, Ashibetsu-shi) är en stad i Hokkaidō prefektur i Japan. Staden fick stadsrättigheter 1953.

## Historia
Ashibetsu var tidigare en stad med många kolgruvor. Vid folkräkningen 1950 hade dåvarande Ashibetsu-chō (samma område som nuvarande Ashibetsu-shi) 58 547 invånare. Kolgruvorna har lagts ned en efter en och i dag är stadens befolkning bara 1/4 av 1950 års siffra.